# C/2012 Y3 (Макнота)
C/2012 Y3 (Макнота) — одна з короткоперіодичних комет типу комети Галлея. Відкрита 30 грудня 2012 року Робертом Макнотом. На момент відкриття мала зоряну величину 15,2.